# Занятый пар
Занятый пар — пар, временно занятый парозанимающими культурами с коротким сроком вегетации, для дальнейшей их запашки как зеленые удобрения (сидераты), либо сбора урожая и последующей обработки почвы. В зависимости от высеваемых культур выделяют следующие виды занятого пара пропашной, сплошной (или пар сплошного сева) и сидеральный. Пропашной пар занимается пропашными культурами, такие как картофель, подсолнечник и кукуруза. Пар сплошного сева засевается смесями однолетних трав, которые в дальнейшем используются на корм скоту. Сидеральный пар занимается посевами бобовых культур, зелёная масса которых полностью запахивается и используется таким образом в качестве органического удобрения.
Уборку занятых паров производят не позже чем за три недели перед посевом озимых культур.